# Гусаковский, Александр Владиславович
Александр Владиславович Гусаковский (род. 25 августа 1970, Ижевск) — российский предприниматель и политик, член Совета Федерации (2021—2023).

## Биография
Родился 25 августа 1970 года в Ижевске. В 1992 году окончил Ленинградский институт киноинженеров, в 1994 году занялся организацией выставок, в 2001 году занял должность коммерческого директора художественных мастерских в селе Холуй Ивановской области, с 2004 года — коммерческий директор компании «Русская лаковая миниатюра», которая объединила народные промыслы Палеха, Мстёры, Холуя и Федоскина. В 2007 году стал учредителем и директором ООО «Возрождение» Палехские мастерские Александра Гусаковского (помимо лаковой миниатюры, компания занималась иконописью и росписью храмов).
В 2015 году в качестве кандидата от «Единой России» был избран в Совет Палехского городского поселения, в 2020 году дополнительно к мандату депутата городского совета получил мандат депутата районного Совета. В октябре 2020 года избран председателем районного совета. 13 октября 2021 года стал депутатом Ивановской областной думы, заняв по решению политсовета «Единой России» кресло Михаила Кизеева (тот выбыл досрочно ввиду избрания в Государственную думу).
15 октября 2021 года голосами 17 из 26 депутатов областной думы избран сенатором Российской Федерации, представителем в Совете Федерации от законодательного органа государственной власти Ивановской области.
Из-за поддержки нарушения территориальной целостности Украины во время российско-украинской войны находится под персональными международными санкциями Евросоюза, США, Великобритании и ряда других стран.